# Ellobiidae
Famille
Synonymes
- Auriculidae Férussac, 1822[2]
- Melampidae Stimpson, 1851[2] [3]

Les Ellobiidae sont une famille de petits mollusques gastéropodes terrestres appartenant à l'ordre des Ellobiida.
Les  Ellobiidae sont une composante caractéristique des communautés de mollusques rencontrées dans les horizons intertidaux ou supratidaux des mangroves dans les différentes régions tropicales du monde, ainsi que des marais salins et des régions littorales rocheuses des rivages tempérés.
Les Ellobiidae représentent l’un des différents clades de gastéropode ayant évolué depuis des formes aquatiques vers des formes terrestres. Ce passage du monde aquatique au monde terrestre se serait toutefois fait à plusieurs reprises au sein de cette famille, au Mésozoïque et au Cénozoïque.

## Description
Les mollusques de la famille des Ellobidae se caractérisent par une coquille ovoïde à conique, à spire le plus souvent réduite par rapport au dernier tour, et à enroulement dextre, à l’exception du genre Blauneria, senestre. La coquille est lisse ou à sculpture spirale, parfois ombiliquée, couverte d’un périostracum brun. L’ouverture est allongée, arrondie à la base, et anguleuse postérieurement, à lèvre interne présentant des plis marqués. La lèvre externe est aiguë ou faiblement réfléchie, souvent dentée. La partie interne des tours de la coquille est résorbée, à l’exception des genres Pedipes et Creedonia. Le protoconque est hétérostrophique.
L’animal peut se rétracter complètement dans la coquille. Les embryons sont operculés, et non pas les adultes. La tête est séparée du pied par un sillon transverse dans lequel s’ouvre une glande à mucus. L'animal possède une unique paire de tentacules, les yeux étant placés à la base de ces dernières. Le pied est long, arrondi antérieurement, effilé simple ou bifide postérieurement.
La radula est longue et porte de nombreuses dents, les centrales équilatérales, à la différence des dents latérales. Ces dernières s’amenuisent pour passer abruptement ou progressivement aux dents marginales. Le pneumostome est positionné sur le flanc droit de l'animal, en position médiale par rapport à l’ouverture anale.

## Liste des sous-familles
5 sous-familles sont distinguées sur la base de caractères des systèmes - reproducteurs et nerveux, à savoir :
- sous-famille Pythiinae,
- sous-famille Ellobiinae,
- sous-famille Carychiinae,
- sous-famille Pedipedinae,
- sous-famille Melampodinae.

## Liste des genres
Les Ellobiidae incluent 100 à 250 espèces regroupées en un peu moins d'une cinquantaine de genres qui sont, selon le World Register of Marine Species (20 octobre 2021) :
- genre Allochroa Ancey, 1887
- genre Auriculastra E. von Martens, 1880
- genre Auriculinella Tausch, 1886 †
- genre Blauneria Shuttleworth, 1854
- genre Carychiella Strauch, 1977
- genre Carychiopsina Kadolsky, 2020 †
- genre Carychiopsis F. Sandberger, 1872 †
- genre Carychium O. F. Müller, 1773
- genre Cassidula Férussac, 1821
- genre Creedonia Martins, 1996
- genre Cretacopupa X.-H. Yu, 1987 †
- genre Detracia Gray, 1840
- genre Ellobium Röding, 1798
- genre Eozaptychius X.-H. Yu, 1987 †
- genre Juramarinula Bandel, 1991 †
- genre Koreozospeum Jochum & Prozorova, 2015
- genre Laemodonta Philippi, 1846
- genre Leopoldium Bandel & Riedel, 1994 †
- genre Leuconopsis F. W. Hutton, 1883
- genre Leucophytia Winckworth, 1949
- genre Marinula P. P. King, 1832
- genre Melampoides Yen, 1951 †
- genre Melampus Montfort, 1810
- genre Mesauriculstra Yen, 1952 †
- genre Mesochilina Yen, 1951 †
- genre Microtralia Dall, 1894
- genre Myosotella Monterosato, 1906
- genre Ophicardelus Beck, 1838
- genre Ovatella Bivona-Bernardi, 1832
- genre Ovicarychium Kadolsky, 2020 †
- genre Palaeoleuca Wenz, 1922 †
- genre Pedipes Férussac, 1821
- genre Pleuroloba Hyman, Rouse & Ponder, 2005
- genre Proauricula Huckriede, 1967 †
- genre Proauriculastra Bandel, 1991 †
- genre Proplecotrema O. Boettger in Degrange-Touzin, 1892 †
- genre Pseudomelampus Pallary, 1900
- genre Pythia Röding, 1798
- genre Pythiopsis Sandberger, 1870 †
- genre Rhytophorus Meek, 1871 †
- genre Semiauricula Cossmann, 1889 †
- genre Stolidoma Deshayes, 1863 †
- genre Sulcomarinula Sacco, 1897 †
- genre Tortacella White, 1895 †
- genre Tournouerella Munier-Chalmas, 1887 †
- genre Tralia Gray, 1840
- genre Traliopsis F. Sandberger, 1870 †
- genre Turricarychium Kadolsky, 2020 †
- genre Zaptychius Walcott, 1883 †
- genre Zospeum Bourguignat, 1856
- genre Zuella Kadolsky, 2020 †

## Distribution
Les Ellobiidae ont une distribution pan-océanique. Ils présentent toutefois trois principales zones de présence, avec une zone indo-pacifique, caractérisée par les genres Ellobium, Cassidula et Pythia, une zone caribéenne, où se rencontre principalement les espèces du genre Melampus, et dans une moindre mesure, une zone méditerranéenne, avec les genres Myosotella and Ovatella.

## Écologie
Les Ellobiidae fréquentent quatre différents types de milieu de vie, :
- Intertidal et fouisseur ou de fissure. Ce milieu est celui occupée par les espèces des genres Auriculinella, Blauneria, Creedonia, Laemodonta, Leuconopsis, Microtralia, Marinula et Pedipes. Les individus vivent enfouis à différentes profondeurs dans le sédiment ou sous des cailloux partiellement enfouis, des racines ou des branches jonchant le sol de la partie haute de la zone intertidale ;
- Supratidal, préférant la frange haute des mangroves et des marais, ne s'aventurant jamais loin du niveau des plus hautes marées. Cet habitat est par exemple celui des espèces  des genres Melampus, Myosotella, Ophicardelus, Cassidula et Ellobium ;
- côtier terrestre, représenté par les espèces du genre Pythia qui fréquentent les zones humides proches du rivage mais hors d'atteinte des plus hautes marées ;
- terrestre non côtier, représenté par les espèces des genres Carychium et Zospeum, vivant dans des environnements humides comme la litière forestière ou les grottes.

## Systématique
Le nom valide complet (avec auteur) de ce taxon est Ellobiidae L. Pfeiffer, 1854 (1822).
La mention de la date de 1822 entre parenthèses après la référence à Pfeifer en 1854, indique que la famille Ellobiidae a été décrite par Ludwig Pfeiffer en 1854, bien que la famille ait été mentionnée dès 1822 par Férussac sous le nom « Auriculae » (ou Auricules). Ellobiidae a été introduit en synonymie, mais est considéré comme valide selon l'article 11.6 du Code International de Nomenclature Zoologique (CINZ). Ellobiidae a été proposé comme nom alternatif à Auriculae, car Auricula était considéré comme un synonyme d'Ellobium. Ellobiidae est le nom le plus couramment utilisé et est maintenu en vertu de l'article 40.2 du CINZ et l'auteur de la famille (Pfeiffer) est déterminé par l'article 50.7 du CINZ. Ces mêmes éléments et références s'appliquent aux rangs taxonomiques portant les suffixes « -inae » (sous-familles) et « -oidea » ou « -acea » (super-famille).  Ainsi, la notation « Ellobioidea Pfeiffer, 1854 (1822) » reconnaît à la fois l'introduction initiale du concept par Férussac en 1822 et l'établissement formel du nom par Pfeiffer en 1854.
Ellobiidae a pour synonymes :
- Auriculidae A. Férussac, 1822
- Melampidae W. Stimpson, 1851

## Étymologie
Le nom de la famille est un nom en néolatin, formé à partir du genre-type Ellobium, et du suffixe -idae couramment utilisé pour désigner les familles en zoologie. Le nom du genre est dérivé du grec ellobion (ἑλλόβιον) signifiant « ce qui est dans le lobe de l’oreille, boucle d’oreille », provenant de el- (issu de en (ἐν), « dans ») + lobos (λοβός), « lobe » + -ion (-ιον), suffixe diminutif.

## Publication originale
- Pfeiffer, L. (1854). Synopsis Auriculaceorum, oder : Uebersicht sämmtlicher Gattungen und Arten der Auriculaceen. In K. T. Menke & L. Pfeiffer, Malakozoologische Blätter. Als Fortsetzung der Zeitschrift für Malakozoologie herausgegeben: Vol. I (p. 145‑156). T. Fischer[9].